# المدارس الوطنية للتجارة والتسيير
المدارس الوطنية للتجارة والتسيير, واختصاراً: ENCG هي شبكة من المؤسسات للتعليم العالي العمومي في المغرب، وتختص في مجال التجارة و إدارة الأعمال . تصنف من أرقى كليات الاعمال بالمغرب. و لغة التدريس الرسمية فيها هي اللغة الفرنسية .  

## تقديم
هناك 12 مدارس في مجموعها:
- المدرسة الوطنية للتجارة والتسيير في الحاجب (مكناس مؤقتا)
- المدرسة الوطنية للتجارة والتسيير في أگادير
- المدرسة الوطنية للتجارة والتسيير في الدار البيضاء
- المدرسة الوطنية للتجارة والتسيير في الداخلة
- المدرسة الوطنية للتجارة والتسيير في الجديدة
- المدرسة الوطنية للتجارة والتسيير في فاس
- المدرسة الوطنية للتجارة والتسيير في بني ملال
- المدرسة الوطنية للتجارة والتسيير في القنيطرة
- المدرسة الوطنية للتجارة والتسيير في مراكش
- المدرسة الوطنية للتجارة والتسيير في وجدة
- المدرسة الوطنية للتجارة والتسيير في سطات
- المدرسة الوطنية للتجارة والتسيير في طنجة